# نسوية ماركسية
النسوية الماركسية، هي أحد المتغيرات الفلسفية للنسوية والتي تشتمل على النظرية الماركسية وتعمل على توسيع نطاقها. تحلل النسوية الماركسية السبل التي تستغل الرأسمالية من خلالها المرأة، جنبًا إلى جنب مع الحيازة الفردية للملكية الخاصة. تؤمن النسويات الماركسيات بأنه لا يمكن تحرير المرأة إلا من خلال حل الأنظمة الرأسمالية، التي يزعمن بأن عمل المرأة فيها لا ينطوي على أي تعويضات. توسع النسويات الماركسيات نطاق التحليل الماركسي التقليدي من خلال تطبيقه على نطاق العمالة المنزلية والعلاقات الجنسية.

## الخلفية النظرية في الماركسية
تتعقب الماركسية وضع الاستبداد والانقسام الطبقي خلال عملية تطور المجتمع البشري، وتتمحور حول تطوير الثروة والإنتاج وتنظيمهما، ثم تخلص إلى الفكرة القائلة بوجود علاقة بين تطور البنية الاجتماعية الاستبدادية وتطور البنى الأسرية الاستبدادية، ما يعني أن تطبيع استبداد الجنس الأنثوي يؤذن بولادة المجتمع الاستبدادي ويتزامن معها بشكل عام.
ألف فريدريك إنجلز كتاب أصل العائلة والملكية الخاصة والدولة (1884) متأثرًا بملاحظات كارل ماركس حول كتاب لويس هنري مورغان المجتمع القديم (1877) ومستندًا إليها. كتب إنجلز في كتابه هذا عن الجذور المبكرة للبنى الأسرية والتسلسل الهرمي الاجتماعي ومفهوم ثروة الذكور، وذلك انطلاقًا من مجموعة من الدراسات القديمة والمعاصرة حينها. يخلص إنجلز إلى الفكرة القائلة بأن المرأة قد تمتعت بمكانة اجتماعية أعلى وباعتبارات متساوية في العمل في بادئ الأمر، ولا سيما أنهن استطعن حمل اسم العائلة دون الرجال. وعلى الرغم من ذلك، لم يكن من المقبول اجتماعيًا أن تسعى المرأة إلى الزواج الأحادي أو حتى الزواج المقرون، ولذلك بقيا بمثابة رغبة ثقافية للمرأة. يقول إنجلز أن الذكور لم يعرفوا من هم أطفالهم على وجه اليقين ولم يستفيدوا من الميراث، وذلك نظرًا لأنهم لم يحملوا اسم العائلة.
انبثقت الرغبة في إيجاد النسب والإرث الذكوري بالتزامن مع بداية ازدهار الزراعة، إذ نُظر إلى هذه الوفرة على أنها ثروةَ ذكورية باعتبارها نتيجةً لبيئة العمل الذكورية بعيدًا عن نطاق المنزل. لم تُمنح المرأة الحق في الزواج الأحادي الذي طال انتظاره وحسب باعتباره وسيلةً لتحقيق رغبة الذكور تلك، بل أُجبرت عليه بوصفه جزءًا من العبودية المنزلية، في الوقت الذي مارس فيه الذكور ثقافة «المحظية» المتكتمة. يصف إنجلز هذا الوضع باعتباره متزامنًا مع بدايات العبودية القسرية بصفتها السمة الغالبة في المجتمع آنذاك، الأمر الذي أسفر عن ظهور الثقافة الأوروبية المتمثلة بالاستبداد الطبقي في نهاية المطاف، وهي الثقافة التي تتوقع من أطفال الفقراء أن يكونوا خدمًا للأغنياء.
يعيد إنجلز ذكر اقتباس له ولماركس من عام 1846 في كتابه هذا، إذ يقول الاقتباس «يتمثل أول تقسيم للعمالة بذلك الذي بين الرجل والمرأة بهدف الإكثار من الأطفال»، على سبيل المثال «يتزامن التعارض الطبقي الأول في التاريخ مع تطور العداوات بين الرجل والمرأة في الزواج الأحادي، بينما يتزامن الاستبداد الطبقي الأول مع ذلك الذي مارسه الجنس الأنثوي على الذكور».
يُعتبر الاستبداد الجنساني نتيجةً لإعادة الإنتاج الاجتماعي، إلا أنه يستمر من خلال اللامساواة المؤسسية. تأصل ذكور الطبقة العاملة في البنية الاستبدادية المُهمشة للأنثى، وذلك بالتزامن مع تفضيل الرجال على حساب النساء ورفض الاعتراف بالعمالة المنزلية التقليدية باعتبارها ذات قيمة متساوية.

## العمل الإنتاجي وغير الإنتاجي
صنف ماركس قيمة العمالة على أنها إنتاجية أو غير إنتاجية.
تتضمن التعريفات الأساسية ما يلي:
- العمالة الإنتاجية: إنتاج المواد، تحويل المواد إلى منتجات، الأدوار الداعمة للإنتاج.
- العمالة غير الإنتاجية: تداول السلع، البورصة المالية، التسويق، وما إلى ذلك.

استندت المؤلفات النسويات الشهيرات في سبعينيات القرن الماضي في الولايات المتحدة الأمريكية -مثل مارغريت بينستون وبيغي مورتون- على تحليل العمالة الإنتاجية وغير الإنتاجية إلى حد كبير، وذلك في محاولة لتغيير النظرة السائدة حينها والمتمثلة بأن هدف الأسرة هو الاستهلاك. عرضت هذه النسويات حججًا متعلقةً بمنح الدولة رواتب لربات المنازل، والتصور الثقافي للأسرة باعتبارها كيانًا إنتاجيًا. ترى الرأسمالية الحفاظ على الأسرة باعتباره ذو قيمة مادية ضئيلة، وذلك لأنها غير قادرة على إنتاج منتجات قابلة للتسويق. أما الماركسية فتنظر إلى الحفاظ على الأسرة باعتباره أمرًا إنتاجيًا، إذ تمتلك الأسرة قيمة خدمية، مثلها مثل السلعة.

### أجور الأعمال المنزلية
كرست بعض النسويات الماركسيات نشاطهن في النضال من أجل إدراج العمالة المنزلية ضمن الاقتصاد الرأسمالي المأجور، وذلك من خلال التركيز على الفكرة المتمثلة بأن استبعاد العمالة المنزلية من العمالة الإنتاجية من أهم الأسباب التي أدت إلى الاستبداد الأنثوي. كانت فكرة وضع تعويض للعمالة الإنجابية ماثلةً في كتابات الاشتراكيين -مثل شارلوت بيركنز غيلمان (1898) - الذين زعموا بأن استبداد النساء ناجم عن إجبارهن على الدخول إلى الحيز الخاص. تؤمن غيلمان أنه يمكن لظروف المرأة أن تتحسن بمجرد أن تتمركز أعمالهن ويُشهد لها وتُقدّر قيمتها ضمن الحيز العام.
اعتُبرت حملة أجور من أجل الأعمال المنزلية إحدى أكثر التنظيمات التي بذلت جهودًا نافذةً راميةً إلى تعويض العمالة الإنجابية، إذ بدأ أعضاء المجموعة النسائية العامة هذه الحملة في إيطاليا في عام 1972. نشرت العديد من هذه النساء مجموعة من المصادر في المجالات الأكاديمية والعامة التي من شأنها الترويج لرسالتهن، إذ تضمنت قائمة هذه النساء كل من سلمى جيمس ومارياروسا دالا كوستا وبريجيت غالتير وسيلفيا فيدريتشي. نجحت حملة أجور من أجل الأعمال المنزلية في حشد تأييد على المستوى الدولي، وذلك على الرغم من بدء الحملة على يد مجموعة صغيرة من النساء في إيطاليا. ساعدت فيدريتشي في تشكيل مجموعة أجور من أجل الأعمال المنزلية في مدينة بروكلين في ولاية نيويورك. أقرت هايدي هارتمان (1981) أن جهود مثل هذه الحركات أثارت نقاشات هامة فيما يتعلق بقيمة الأعمال المنزلية وعلاقتها بالاقتصاد، وذلك على الرغم من فشل هذه الحركات في نهاية المطاف.

### مسؤولية العمالة الإنجابية
اقترحت النسويات الماركسيات حلًا آخر، إذ تجسد في تحرير النساء من علاقتهن القسرية بالعمالة الإنجابية. وجهت هايدي هارتمان (1981) انتقادات للحركات النسوية الماركسية التقليدية مثل حملة أجور من أجل الأعمال المنزلية، إذ زعمت بأن هذه الجهود «تتمحور حول قضية علاقة المرأة بالنظام الاقتصادي بدلًا من علاقة النساء بالرجال، مفترضةً –على ما يبدو- أن تلك العلاقة الأخيرة ستتضح من خلال مناقشة [هذه الحركات] للعلاقة الأولى». تؤمن هارتمان أن النقاش التقليدي قد تجاهل أهمية قضية استبداد النساء بوصفهن نساءً، مركزًا على قضية استبدادهن بوصفهن أعضاءً في النظام الرأسمالي بدلًا من ذلك. كتبت غايل روبين مجموعةً من المواضيع المتعلقة بالسادية المازوخية والبغاء والإباحية وأدب المثليات، بالإضافة إلى بعض الدراسات الأنثروبولوجية وبعض الدراسات والسجلات حول الثقافات الجنسية الفرعية. برز اسم غايل روبين للمرة الأولى -كما هو الحال مع هارتمان- من خلال مقالها الإتجار بالنساء: ملاحظات حول «الاقتصاد السياسي» للجنس (1975)، إذ صاغت في مقالها هذا عبارة «النظام الجنسي/الجنساني»، وانتقدت الماركسية لأنها تعتقد بأن تحليلها للتمييز الجنسي في ظل الرأسمالية لا يمكن أن يكون كاملًا إلا باستبعاد أو تفكيك المبادئ الماركسية الأساسية خلال هذه العملية.
وجهت العديد من النسويات الماركسيات في الآونة الأخيرة تركيزهن حول الطرق التي وضعت النساء تحت ظل ظروف أسوأ بعد دخولهن في نطاق العمالة الإنتاجية. اقترحت نانسي فولبر على الحركات النسوية أن تصب اهتمامها على حالة تبعية المرأة للرجل في الحيز الإنجابي (الخاص) وفي مكان العمل (الحيز العام). حثت سيلفيا فيدريتشي -في مقابلة لها في عام 2013- الحركات النسوية على النظر في الحقيقة المتمثلة في إجبار العديد من النساء حاليًا على العمالة الإنتاجية والعمالة الإنجابية، الأمر الذي يسفر عما يُسمى بـ «اليوم المزدوج». تزعم فيدريتشي أنه لا يمكن تحرير المرأة حتى تتحرر من عبء العمل غير المأجور، الأمر الذي تعتقد بأنه يتطلب تغييرات مؤسسية مثل سد فجوة الأجور وتطبيق برامج لرعاية الأطفال في مكان العمل. ترددت أصداء اقتراحات فيدريتشي في مقابلة مشابهة مع سلمى جيمس (2012)، التي تطرقت إلى هذه القضايا في الانتخابات الرئاسية الأخيرة.